# Jan Josef Brixi
Jan Josef Brixi (Vlkava, Bohemen, 11 maart 1711 – Mělník, Bohemen, 27 april 1762) was een Boheems componist, muziekpedagoog en organist.
Jan Josef Brixi is naast Šimon Brixi een stamvader van de Boheemse muzikanten- en componisten-familie Brixi. Hij is de vader van Jeroným Brixi, die soms ook Václav Norbert Brixi en Hieronymus Brixi genoemd werd.
- Gemeinsame Normdatei: 1034232045
- International Standard Name Identifier: 0000 0000 5668 1598
- Nationale Bibliotheek van Tsjechië: mzk2002113253
- Virtual International Authority File: 84516501